# Peter Sommer (Offizier)
Peter Sommer (* 25. Februar 1907 in Hildesheim; † 17. März 1978) war ein deutscher Offizier, zuletzt Oberst der Wehrmacht und SS-Standartenführer der Waffen-SS, Funktionär und Gewerkschafter der Fischerei.

## Leben
Peter Sommer wird in einigen Quellen als Vierteljude bezeichnet und ein Beleg gibt an, dass er 1936 nur nicht aus der Armee entlassen wurde, weil sein Vater als Hauptmann im Ersten Weltkrieg gefallen war. Er trat 1925 in das 6. Infanterie-Regiment ein. Es folgten bis Ende 1937 hauptsächlich Posten als Adjutant in unterschiedlichen Verbänden. Nach Absolvierung der Kriegsakademie übernahm er den Posten als Dritter Generalstabsoffizier in der 22. Infanterie-Division und hatte diese Position zu Kriegsbeginn inne. In dieser Division diente er gemeinsam mit seinem späteren Freund Kurt Ditzen, welcher dort Ordonnanzoffizier (Ic) war.

### Tätigkeiten im Zweiten Weltkrieg
Anfang 1941 wurde er Erster Generalstabsoffizier der 98. Infanterie-Division und nahm in dieser Position u. a. am Unternehmen Taifun teil. Von November 1942 bis Mitte 1943 war er Führer des Grenadier-Regiments 282 der 98. Infanterie-Division.
Kurzfristig in der Führerreserve, wurde er zur Waffen-SS versetzt, ohne eine SS-Nummer zu erhalten, und unter SS-Gruppenführer und Generalleutnant der Waffen-SS Walter Krüger mit dem Recht, die Uniform eines SS-Obersturmbannführers zu tragen, als Erster Generalstabsoffizier der 2. SS-Panzer-Division bis Mitte 1944 eingesetzt. Er kämpfte mit der Division an der Ostfront, u. a. während des Unternehmens Zitadelle. Ab November 1943 führte er kommissarisch die SS-Division „Reich“ und wurde nach einem Monat durch Heinz Lammerding ersetzt. Anfang 1944 wurde er zum Oberst i. G. (mit der Uniform der Waffen-SS als SS-Standartenführers) ernannt und übernahm kurzfristig für den neu besetzten Nikolaus Heilmann die Stelle des Chef des Stabes des IV. SS-Panzerkorps. Sommer war Mitte 1944 durch seinen Förderer Walter Krüger für das Ritterkreuz vorgeschlagen, aber durch Wilhelm Burgdorf abgelehnt worden. Mit dem Wechsel von Walter Krüger zur VI. SS-Freiwilligen-Armeekorps wurde auch er als Chef des Stabes in dieses Korps versetzt. Anfang 1945 endete sein Einsatz für die Waffen-SS.
Er war von Januar bis Februar 1945 Kommandeur der neu aufgestellten Infanterie-Division Köslin und kam mit der Division an die Front zur Heeresgruppe Weichsel. Anschließend übernahm er im Februar 1945 das Kommando über die aus der Infanterie-Division Köslin hervorgegangenen Infanterie-Division Pommernland. Er wurde durch einen Granatensplitter verwundet. Ab Ende März 1945 wurde ein Oberst Sommer als Kampfkommandant Bielefeld geführt.

### Tätigkeiten nach dem Zweiten Weltkrieg
Peter Sommer war nach dem Zweiten Weltkrieg in verschiedenen Funktionärsposten und in Gewerkschaften aktiv. Ab 1952 war er bis 1957 gewählter Geschäftsführer; er war davor bereits Vertreter des Geschäftsführers gewesen; der Deutschen Fischwerbung Bremerhaven (DFW). Auf seine Idee hin wurde 1953 der Ernährungswissenschaftliche Beirat der Deutschen Fischwirtschaft (EWB) gegründet. Ab Juli 1957 war er Hauptgeschäftsführer der DGE in Frankfurt. Seit 1963 war er für die Nordsee-Zeitung, als Unterstützung seines Freundes Kurt Ditzen, aktiv.  Um 1969 wird er als Verlagsdirektor des Nordwestdeutschen Verlages Ditzen & Co KG., welche die Nordsee-Zeitung herausbrachte, in Bremerhaven geführt. Ende 1972 ging er in den Ruhestand.

## Auszeichnungen (Auswahl)
- Eisernes Kreuz (1940) II. und I. Klasse
- Deutsches Kreuz in Gold (1943)

## Werke (Auswahl)
- mit Walter Schwedtke: Das Fischsortiment. Fachwissen hilft verkaufen, Heft I und Heft II, Hamburg, 1954.